# Sardarshahar
Sardarshahar là một thành phố và khu đô thị của quận Churu thuộc bang Rajasthan, Ấn Độ.

## Nhân khẩu
Theo điều tra dân số năm 2001 của Ấn Độ, Sardarshahar có dân số 81.378 người. Phái nam chiếm 52% tổng số dân và phái nữ chiếm 48%. Sardarshahar có tỷ lệ 51% biết đọc biết viết, thấp hơn tỷ lệ trung bình toàn quốc là 59,5%: tỷ lệ cho phái nam là 53%, và tỷ lệ cho phái nữ là 49%. Tại Sardarshahar, 17% dân số nhỏ hơn 6 tuổi.